# Nélküled mi sem vagyunk
A Nélküled mi sem vagyunk, No Motherland Without You vagy koreai címén Tangsini opszumjon csogukto optta (hangul: 당신이 없으면 조국도 없다, handzsa: 當身이 없으면 祖國도 없다, RR: Dangsini eopseumyeon jogukdo eoptta, ’„Ha Te nem vagy, nincs szülőföldünk”’) Kim Dzsongil észak-koreai vezető számára írt dal, mely a tábornok tetteiről szól. Egy időben az ország legnépszerűbb személyről szóló dalának számított. 1993. június 2-án készült el, szövegét Hvang Dzsinjong (Hwang Jin-yeong) írta, zenéjét Ri Dzsongo (Ri Jongo) szerezte.
Az 1990-es évek közepén, az észak-koreai éhínség idején gyakran játszották hangszórókon, az 1995-ben bevezetett szongunpolitika („a katonaság az első”) himnusza is lett.

## Koreai szöveg
Bár a Koreai Munkapárt által hivatalosan használt eredeti szövegben 김정일동지 (Kim Dzsongil elvtárs) szerepel, a Koreai Néphadsereg rendezvényein 김정일장군 (Kim Dzsongil tábornok) szöveggel éneklik.
| Koreaiul | Handzsával | Magyaros átírásban | Magyar fordításban |
| --- | --- | --- | --- |
| 사나운 폭풍도 쳐몰아내고 신념을 안겨준 김정일동지 당신이 없으면 우리도 없고, 당신이 없으면 조국도 없다! 미래도 희망도 다 맡아주는 민족의 운명인 김정일동지 당신이 없으면 우리도 없고, 당신이 없으면 조국도 없다! 세상이 열백번 변한다해도 인민은 믿는다 김정일동지 당신이 없으면 우리도 없고, 당신이 없으면 조국도 없다! | 사나운 暴風도 쳐몰아내고 信念을 안겨준 金正日同志 當身이 없으면 우리도 없고, 當身이 없으면 祖國도 없다! 未來도 希望도 다 맡아주는 民族의 運命인 金正日同志 當身이 없으면 우리도 없고, 當身이 없으면 祖國도 없다! 世上이 열百番 變한다해도 人民은 믿는다 金正日同志 當身이 없으면 우리도 없고, 當身이 없으면 祖國도 없다! | Szanaun phokphungdo cshjomoranego Sinnyomul angjodzsun Kim Dzsongil tongdzsi! Tangsini opszumjon urido opko, Tangsini opszumjon csogukto opta! Miredo himangdo ta mathadzsunun Mindzsogi unmjongin Kim Dzsongil tongdzsi! Tangsini opszumjon urido opko, Tangsini opszumjon csogukto opta! Szeszangi jolbekpon pjonhandahedo Inminun minnunda Kim Dzsongil tongdzsi! Tangsini opszumjon urido opko, Tangsini opszumjon csogukto opta! | Elűzted még a vad vihart is Hitet adtál nékünk, Kim Dzsongil elvtárs! Nem élhetünk nélküled, A szülőföld nem létezhet nélküled! Jövőnk, reményünk tőled függ. A nemzet sorsa rajtad múlik, Kim Dzsongil elvtárs! Nem élhetünk nélküled, A szülőföld nem létezhet nélküled! Ha ezerszer megváltozik is a világ, A nép hisz benned, Kim Dzsongil elvtárs! Nem élhetünk nélküled, A szülőföld nem létezhet nélküled! |

## Külső hivatkozások
- A YouTube-on